# Nárciszlégy
A nárciszlégy (Merodon) a zengőlegyek (Syrphoidea) öregcsaládjában a névadó zengőlégyfélék (Syrphidae)család herelégyfélék (Eristalinae) alcsaládjába sorolt nárciszlégy-rokonúak (Merodontini) — más rendszertanászok szóhasználatában hagymalégy-rokonúak(Eumerini) — több száz nemet számláló nemzetségének egyik neme.

## Származása, elterjedése
Fajai a palearktikus és az afrotropikus biorégióban élnek. Európából 2020-as évekig 130 faját írták le, és ezzel ez a zengőlégyfélék (Syrphidae) legnagyobb fajszámú európai neme.
Magyarországon 2017-ig 15 faja került elő:
- hosszú potrohú nárciszlégy (Merodon aberrans)
- aranysárga nárciszlégy (Merodon aeneus)
- fehérarcú nárciszlégy (Merodon albifrons)
- kétfogú nárciszlégy (Merodon armipes)
- sárga lábfejű nárciszlégy (Merodon avidus )
- feketesávos nárciszlégy (Merodon cinereus)
- nagy nárciszlégy (Merodon clavipes)
- kakukkfű-nárciszlégy (Merodon constans )
- változékony nárciszlégy (Merodon equestris)
- fémeszöld nárciszlégy (Merodon loewi)
- fekete lábfejű nárciszlégy (Merodon nigritarsis)
- vöröscsápú nárciszlégy (Merodon ruficornis)
- vörösszőrű nárciszlégy (Merodon rufus)
- hullámtéri nárciszlégy (Merodon triangulum)
- ritka nárciszlégy (Merodon tricinctus)

## Megjelenése, felépítése
Nagyjából közepes méretŰ zengőlégy. Fajai a méhekre, a poszméhekre, közelebbi rokonaik közül az hagtymalégyy (Eristalis), gyapjaslégy (Mallota) és iszaplégy (Helophilus) nemek fajaira hasonlítanak.
Teste általában zömök. Erősen megvastagodott hátulsó combja rendszerint háromszög vagy fog alakú. Combjain és lábszárain gyakran dudorok, fogak, tüskék nőnek. A hátát gyakran szürke, hosszanti csíkok díszítik.
Arca nem dudoros. Pajzsocskájának pereme erős és éles. Szőrzete főleg a torán gyakran bundaszerű. Szárnyának r4+5 ere erősen bemélyed az R5 sejtbe.

## Életmódja, élőhelye
Sok faja jellemzően száraz és félszáraz élőhelyeken él.
Lárvái liliomfélék, amarilliszfélék és más növények hagymájában, gumójában és földalatti részében fejlődnek, így időnként termesztett növényeket is károsít.